# Saint-Brice (Gironde)
Pour les articles homonymes, voir Saint-Brice.
Saint-Brice (Sent Bríci en gascon) est une commune du Sud-Ouest de la France, située dans le département de la Gironde, en région Nouvelle-Aquitaine.

## Géographie

### Localisation
La commune se trouve à 44 km au sud-est de Bordeaux, chef-lieu du département, à 22 km au nord-est de Langon, chef-lieu d'arrondissement et à 5,5 km à l'ouest de Sauveterre-de-Guyenne, ancien chef-lieu de canton.

### Communes limitrophes
Les communes limitrophes en sont Sauveterre-de-Guyenne à l'est, Saint-Sulpice-de-Pommiers au sud-est, Castelviel au sud, Coirac à l'ouest et Daubèze au nord.
|        | Daubèze     |                           |
| Coirac | Saint-Brice | Sauveterre-de-Guyenne     |
|        | Castelviel  | Saint-Sulpice-de-Pommiers |

### Climat
Pour des articles plus généraux, voir Climat de la Nouvelle-Aquitaine et Climat de la Gironde.
Historiquement, la commune est exposée à un climat océanique aquitain.  
En 2020, Météo-France publie une typologie des climats de la France métropolitaine dans laquelle la commune est exposée à un climat océanique et est dans la région climatique  Aquitaine, Gascogne, caractérisée par une pluviométrie abondante au printemps, modérée en automne, un faible ensoleillement au printemps, un été chaud (19,5 °C), des vents faibles, des brouillards fréquents en automne et en hiver et des orages fréquents en été (15 à 20 jours).
Pour la période 1971-2000, la température annuelle moyenne est de 13,1 °C, avec une amplitude thermique annuelle de 14,8 °C. Le cumul annuel moyen de précipitations est de 855 mm, avec 11,6 jours de précipitations en janvier et 6,5 jours en juillet. Pour la période 1991-2020, la température moyenne annuelle observée sur la station météorologique la plus proche, située sur la commune de Saint-Sulpice-de-Pommiers à 4,06 km à vol d'oiseau, est de 13,8 °C et le cumul annuel moyen de précipitations est de 764,8 mm,. Pour l'avenir, les paramètres climatiques de la commune estimés pour 2050 selon différents scénarios d’émission de gaz à effet de serre sont consultables sur un site dédié publié par Météo-France en novembre 2022.

## Urbanisme

### Typologie
Au 1er janvier 2024, Saint-Brice est catégorisée commune rurale à habitat dispersé, selon la nouvelle grille communale de densité à sept niveaux définie par l'Insee en 2022.
Elle est située hors unité urbaine et hors attraction des villes,.

### Occupation des sols

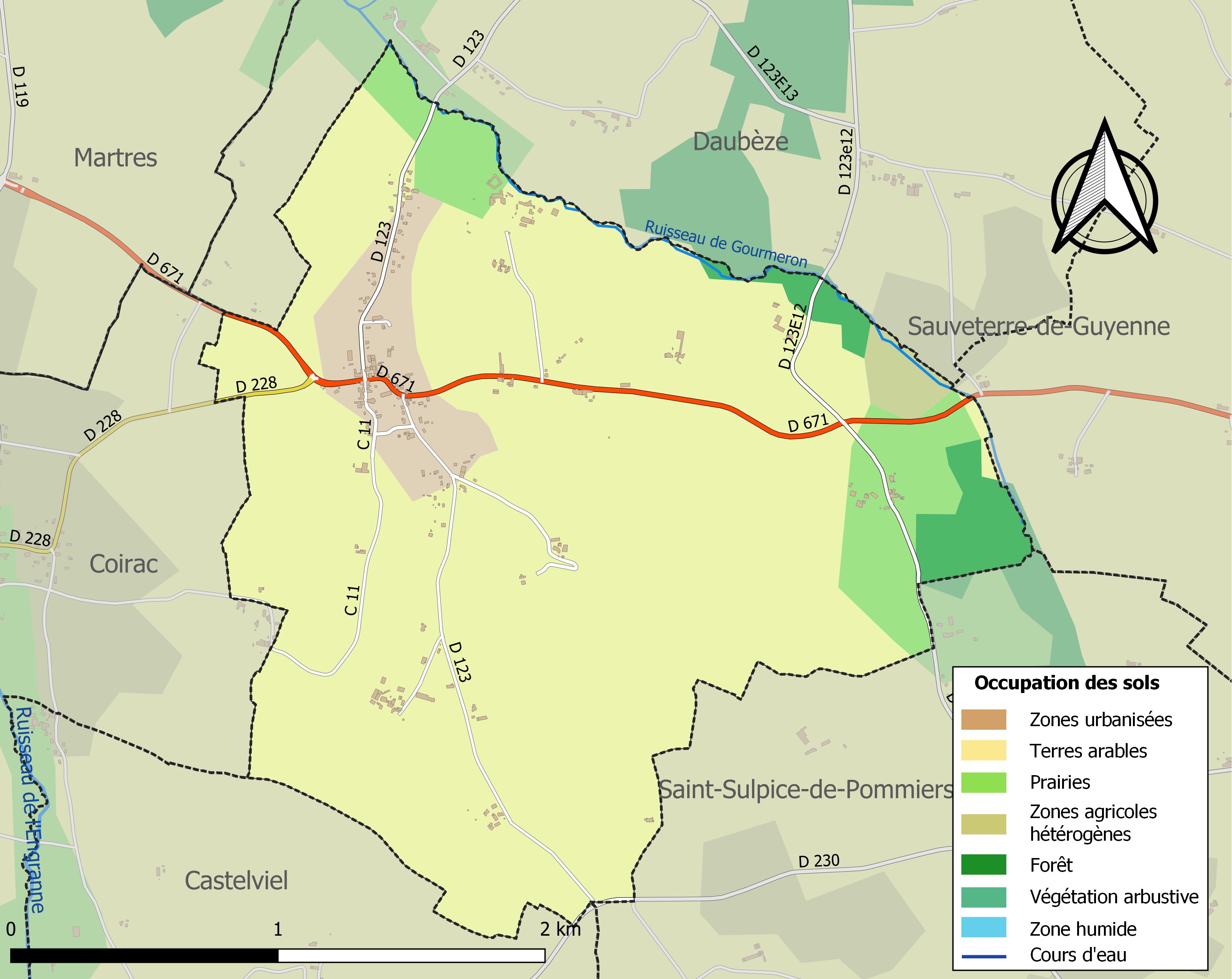
Carte des infrastructures et de l'occupation des sols de la commune en 2018 (CLC).

L'occupation des sols de la commune, telle qu'elle ressort de la base de données européenne d’occupation biophysique des sols Corine Land Cover (CLC), est marquée par l'importance des territoires agricoles (90,6 % en 2018), néanmoins en diminution par rapport à 1990 (96,8 %). La répartition détaillée en 2018 est la suivante : 
cultures permanentes (74,3 %), prairies (7,7 %), terres arables (7,6 %), zones urbanisées (6,1 %), forêts (3,3 %), zones agricoles hétérogènes (1 %). L'évolution de l’occupation des sols de la commune et de ses infrastructures peut être observée sur les différentes représentations cartographiques du territoire : la carte de Cassini (XVIIIe siècle), la carte d'état-major (1820-1866) et les cartes ou photos aériennes de l'IGN pour la période actuelle (1950 à aujourd'hui).

### Voies de communication et transports
Les principales voies de communication routière, qui traversent toutes deux le village, sont la route départementale D123 et mène vers le nord à Daubèze et au-delà à Rauzan et vers le sud à Castelviel et la route départementale D671, ancienne route nationale 671, qui mène vers le nord-ouest à Baigneaux et au-delà à Créon et vers l'est à Sauveterre-de-Guyenne.
L'accès à l'autoroute A62 (Bordeaux-Toulouse) le plus proche est le no 3, dit de Langon, qui se situe à 23 km vers le sud-ouest.

L'accès no 1, dit de Bazas, à l'autoroute A65 (Langon-Pau) se situe à 35 km vers le sud.

L'accès le plus proche à l'autoroute A89 (Bordeaux-Lyon) est celui de l'échangeur autoroutier avec la route nationale 89 qui se situe à 29 km vers le nord-ouest.
La gare SNCF la plus proche est celle, distante de 16 km par la route vers le sud, de Caudrot sur la ligne Bordeaux-Sète du TER Nouvelle-Aquitaine. Sur la même ligne mais offrant plus d'opportunités de liaisons, la gare de La Réole se situe à 18 km par la route vers le sud-ouest et celle de Langon  à 21 km vers le sud-est.

### Risques majeurs
Le territoire de la commune de Saint-Brice est vulnérable à différents aléas naturels : météorologiques (tempête, orage, neige, grand froid, canicule ou sécheresse), mouvements de terrains et séisme (sismicité très faible). Un site publié par le BRGM permet d'évaluer simplement et rapidement les risques d'un bien localisé soit par son adresse soit par le numéro de sa parcelle.
Les mouvements de terrains susceptibles de se produire sur la commune sont des tassements différentiels.

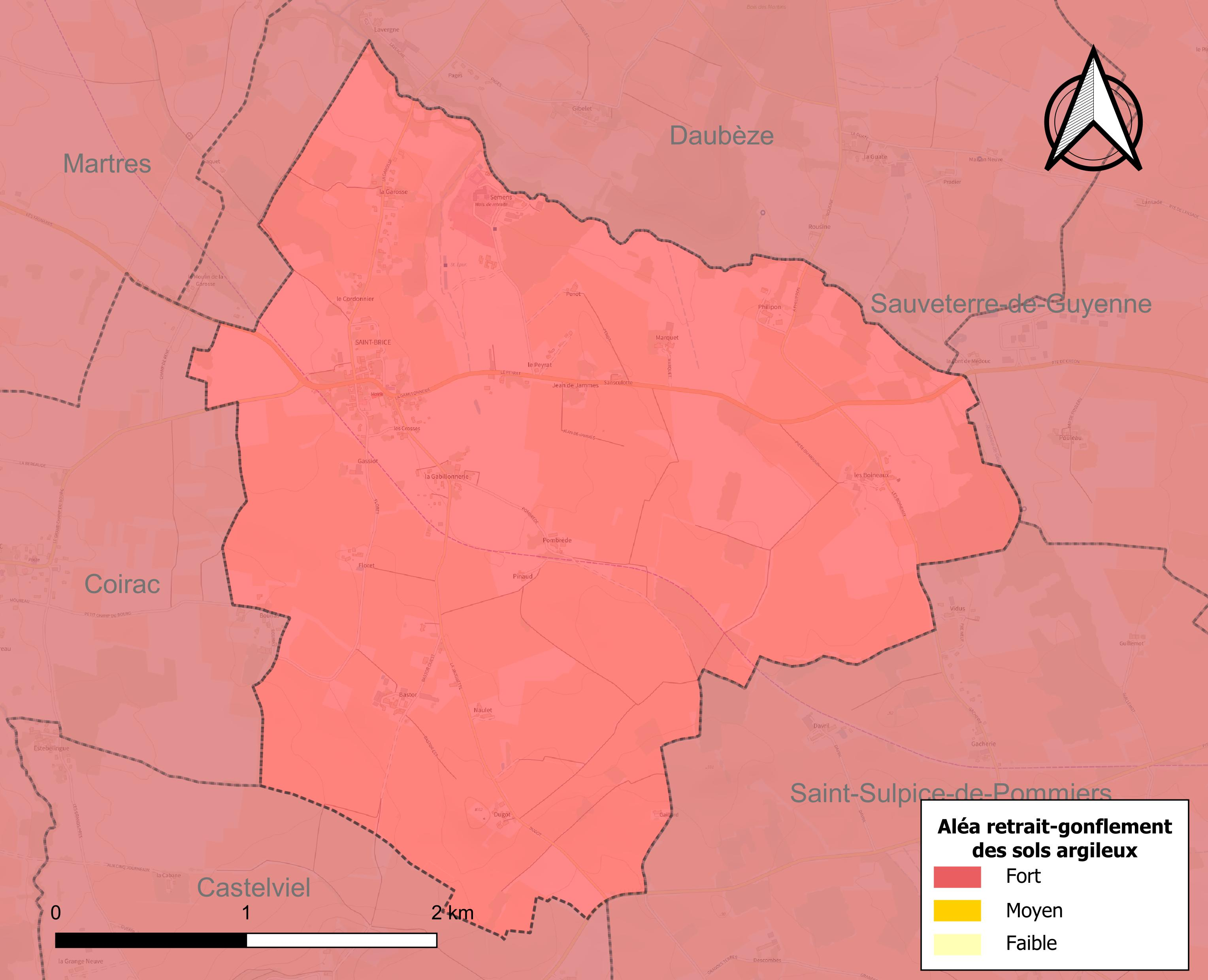
Carte des zones d'aléa retrait-gonflement des sols argileux de Saint-Brice.

Le retrait-gonflement des sols argileux est susceptible d'engendrer des dommages importants aux bâtiments en cas d’alternance de périodes de sécheresse et de pluie. La totalité de la commune est en aléa moyen ou fort (67,4 % au niveau départemental et 48,5 % au niveau national). Sur les 143 bâtiments dénombrés sur la commune en 2019, 143 sont en aléa moyen ou fort, soit 100 %, à comparer aux 84 % au niveau départemental et 54 % au niveau national. Une cartographie de l'exposition du territoire national au retrait gonflement des sols argileux est disponible sur le site du BRGM,.
La commune a été reconnue en état de catastrophe naturelle au titre des dommages causés par les inondations et coulées de boue survenues en 1982, 1991, 1999, 2001 et 2009, par la sécheresse en 1989 et 2005 et par des mouvements de terrain en 1999.

## Histoire
À la Révolution, la paroisse Saint-Brice forme la commune de Saint-Brice.

## Politique et administration
| Période                                  | Période  | Identité         | Étiquette | Qualité                                                                  |
| ---------------------------------------- | -------- | ---------------- | --------- | ------------------------------------------------------------------------ |
| Les données manquantes sont à compléter. |          |                  |           |                                                                          |
| mars 2008                                | 2020     | Serge Duru       |           | Agriculteur retraité Vice-président de la CC du Sauveterrois (2014-2016) |
| 2020                                     | En cours | Laurence Ducourt |           |                                                                          |

## Démographie
L'évolution du nombre d'habitants est connue à travers les recensements de la population effectués dans la commune depuis 1793. Pour les communes de moins de 10 000 habitants, une enquête de recensement portant sur toute la population est réalisée tous les cinq ans, les populations de référence des années intermédiaires étant quant à elles estimées par interpolation ou extrapolation. Pour la commune, le premier recensement exhaustif entrant dans le cadre du nouveau dispositif a été réalisé en 2005.

En 2022, la commune comptait 314 habitants, en évolution de −0,63 % par rapport à 2016 (Gironde : +6,91 %, France hors Mayotte : +2,11 %).
| 1793 | 1800 | 1806 | 1821 | 1831 | 1836 | 1841 | 1846 | 1851 |
| ---- | ---- | ---- | ---- | ---- | ---- | ---- | ---- | ---- |
| 284  | 257  | 282  | 237  | 244  | 240  | 223  | 229  | 248  |

| 1856 | 1861 | 1866 | 1872 | 1876 | 1881 | 1886 | 1891 | 1896 |
| ---- | ---- | ---- | ---- | ---- | ---- | ---- | ---- | ---- |
| 285  | 275  | 327  | 315  | 345  | 320  | 306  | 307  | 295  |

| 1901 | 1906 | 1911 | 1921 | 1926 | 1931 | 1936 | 1946 | 1954 |
| ---- | ---- | ---- | ---- | ---- | ---- | ---- | ---- | ---- |
| 281  | 270  | 253  | 326  | 355  | 342  | 320  | 326  | 320  |

| 1962 | 1968 | 1975 | 1982 | 1990 | 1999 | 2005 | 2006 | 2010 |
| ---- | ---- | ---- | ---- | ---- | ---- | ---- | ---- | ---- |
| 322  | 325  | 312  | 278  | 280  | 297  | 303  | 308  | 303  |

| 2015 | 2020 | 2022 | - | - | - | - | - | - |
| ---- | ---- | ---- | - | - | - | - | - | - |
| 317  | 314  | 314  | - | - | - | - | - | - |

## Lieux et monuments
- Église Saint-Brice de Saint-Brice

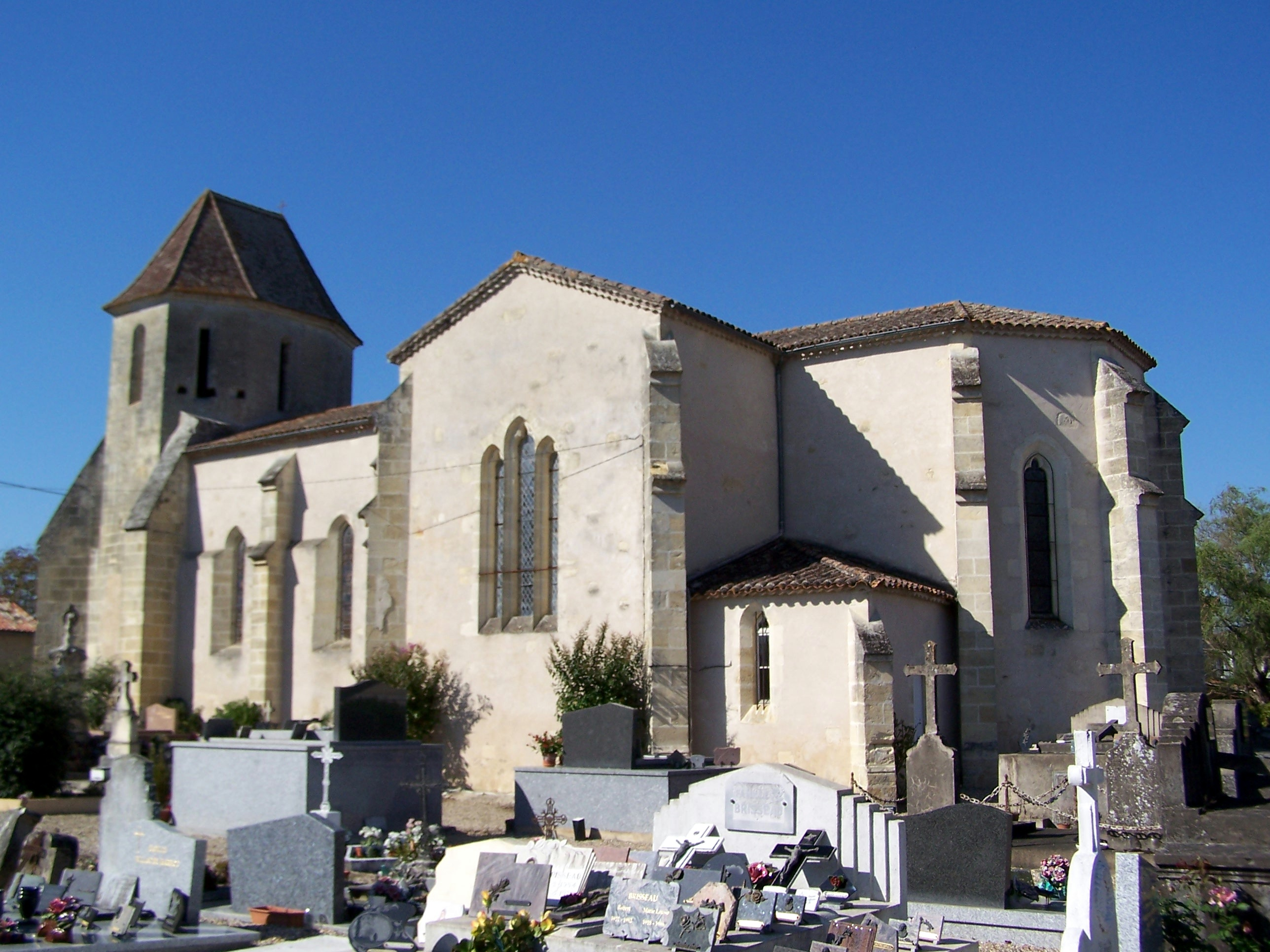
L'église Saint-Brice (oct. 2012)
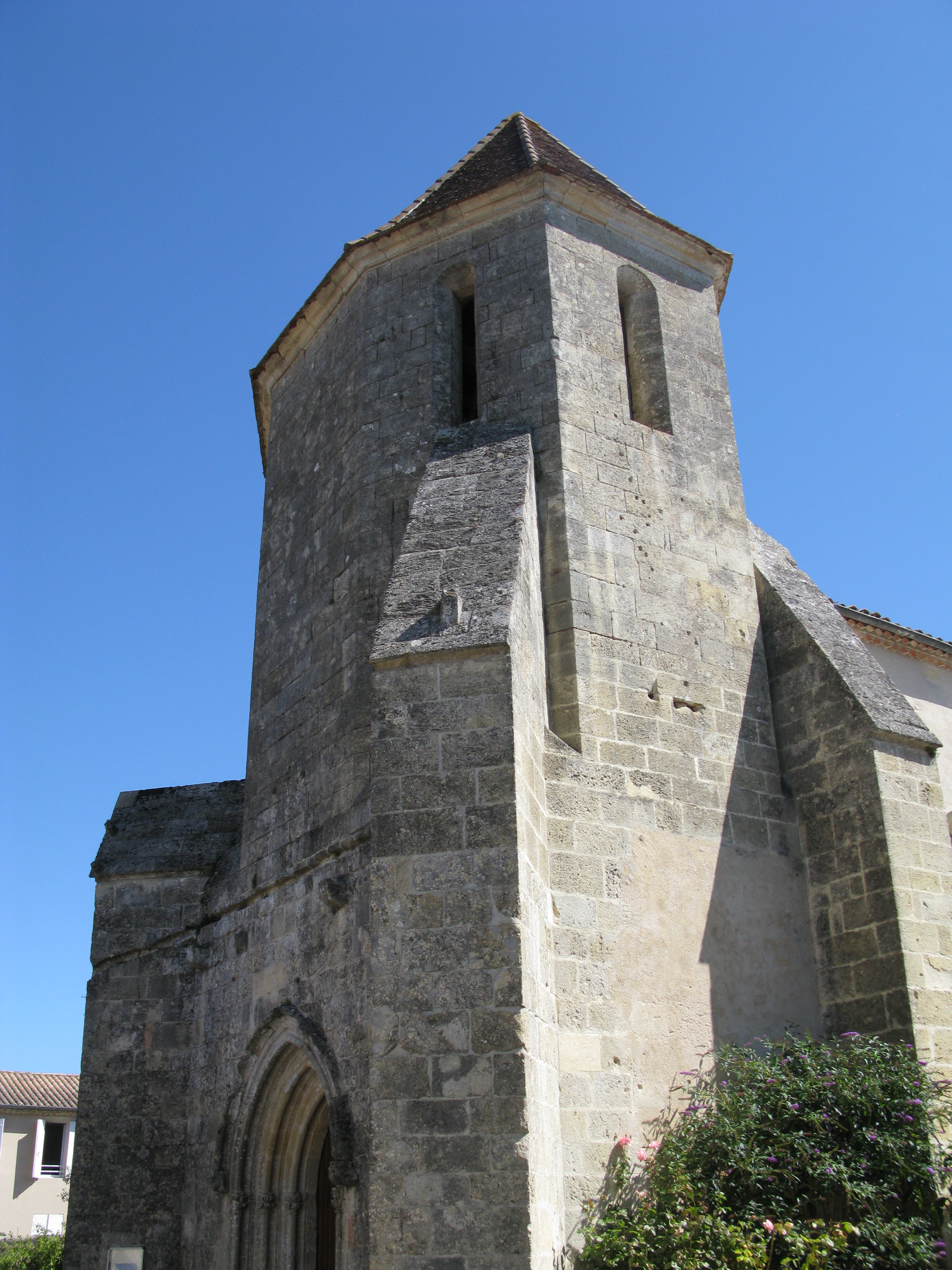
Le clocher (août 2011)
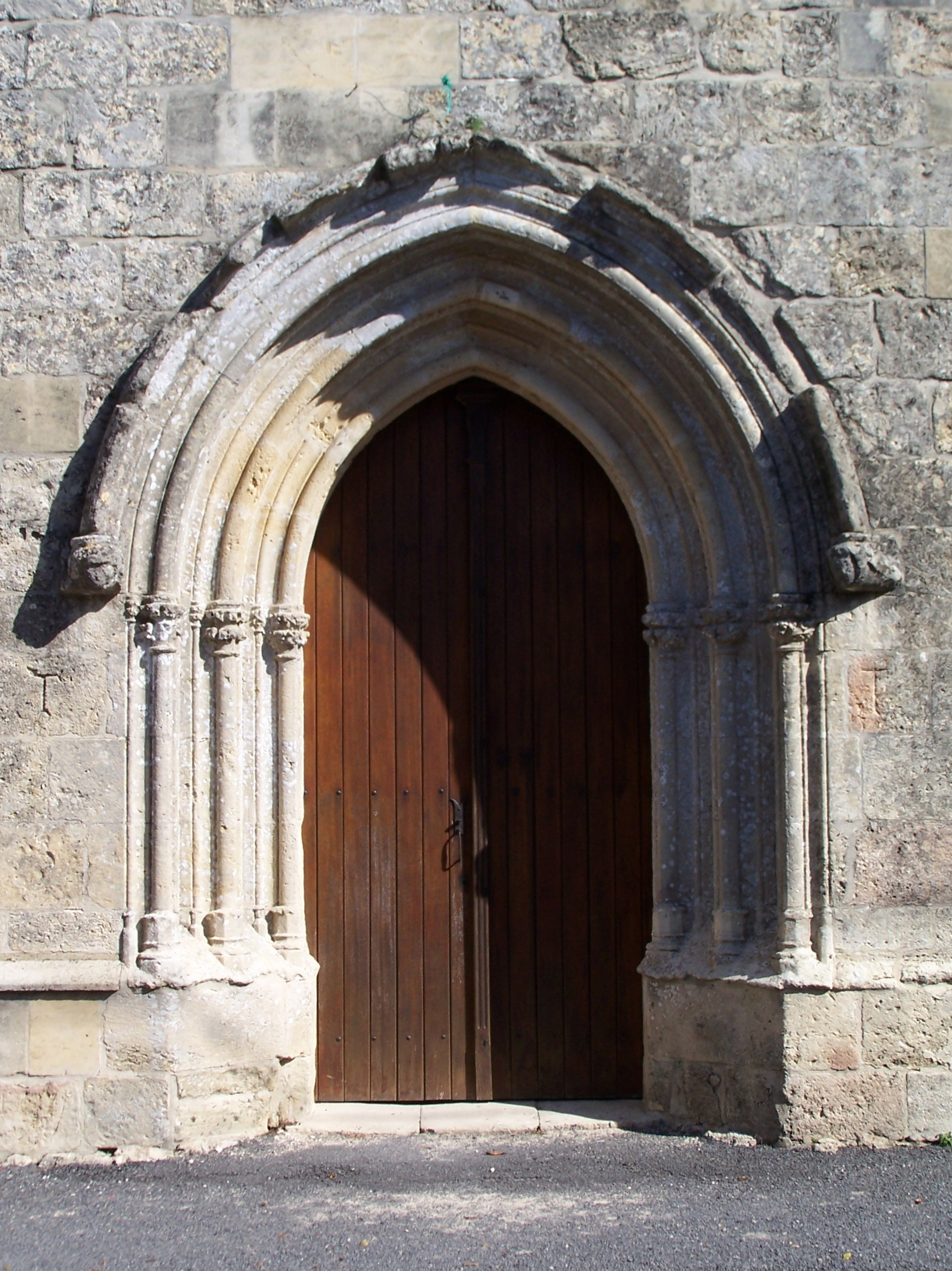
Le portail (oct. 2012)
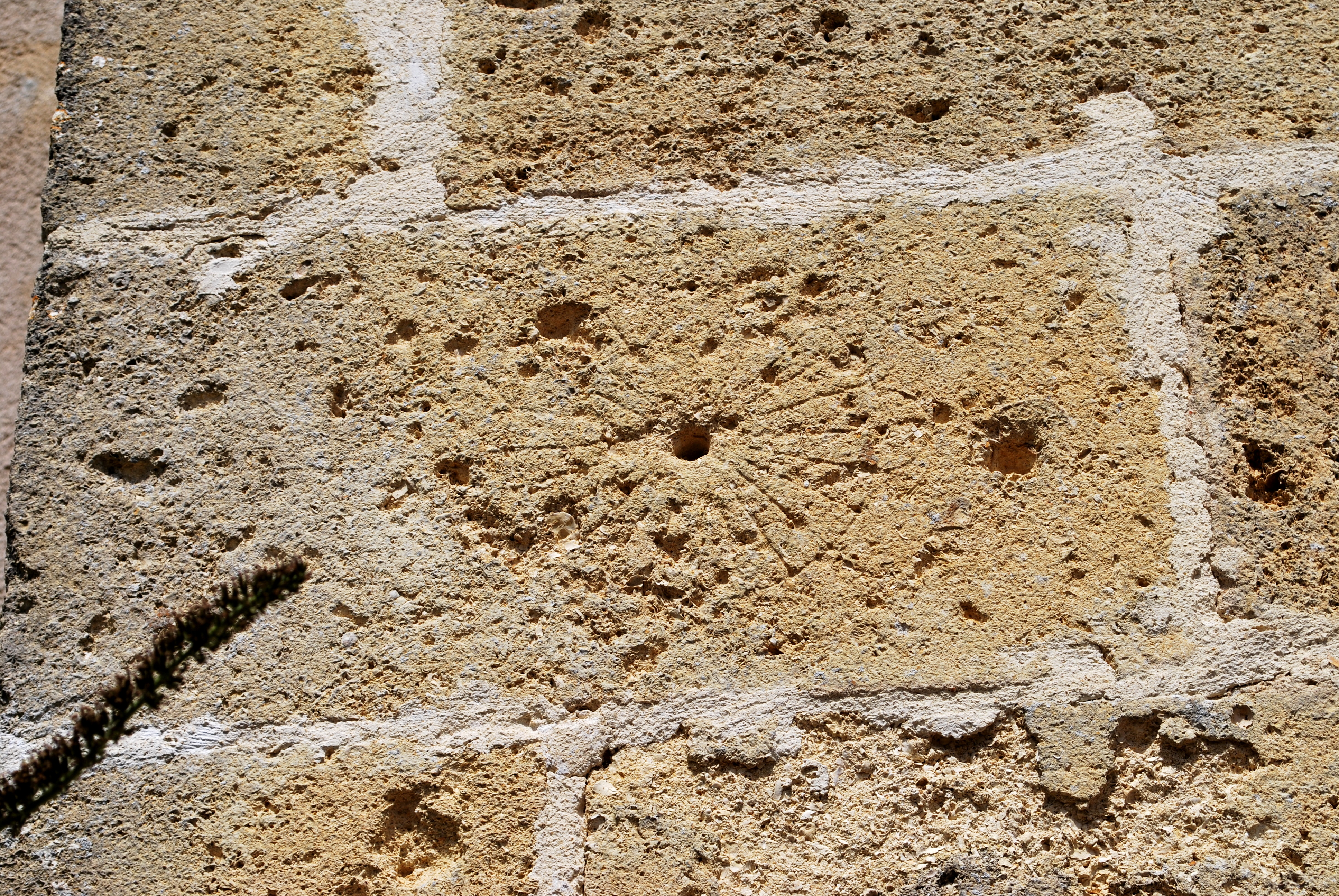
Cadran canonial
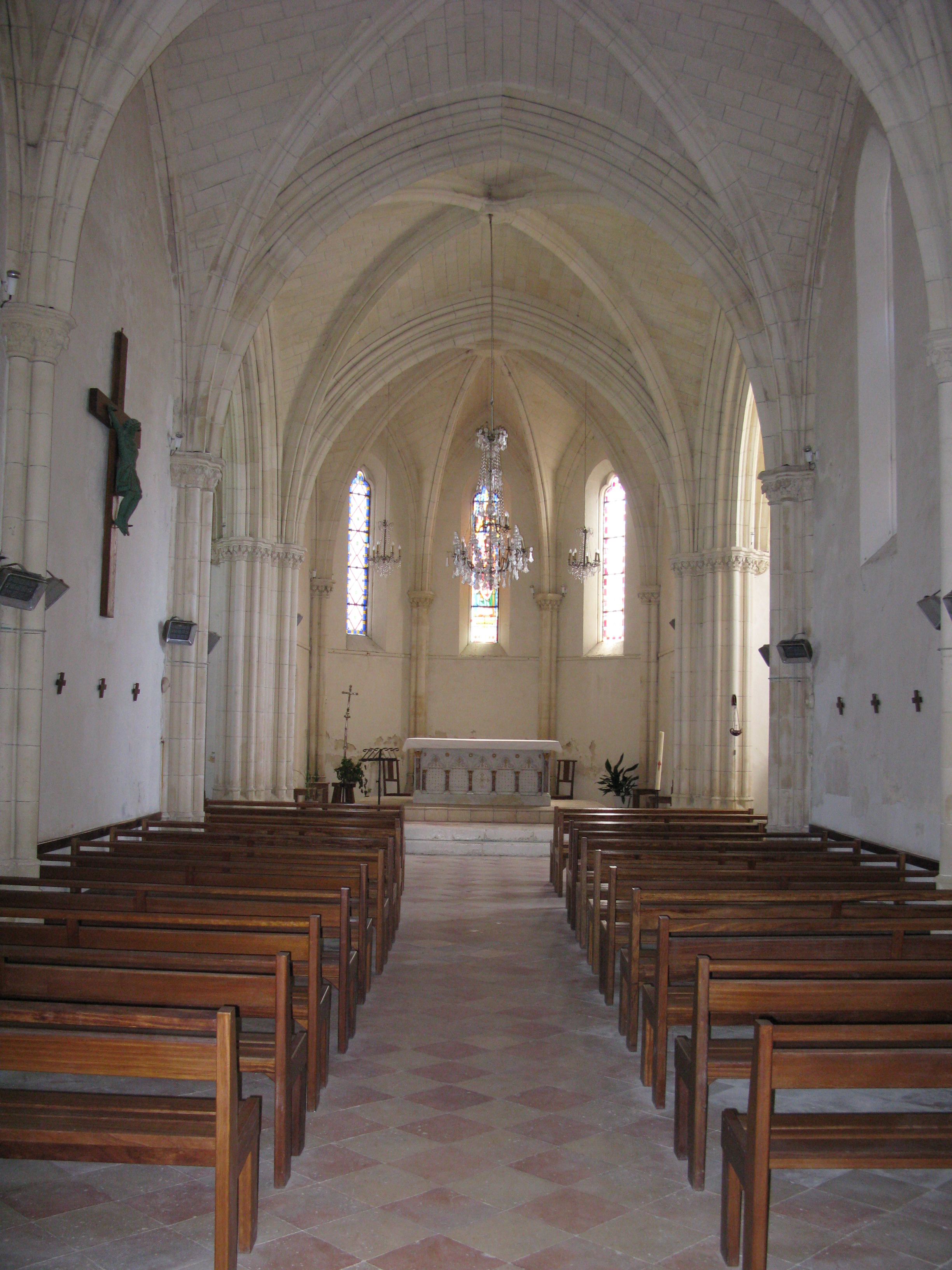
La nef (août 2011)